# Motor de três cilindros em linha
Motor de quatro tempos 
com três cilindros em linha.
Um motor de três cilindros em linha é um motor de combustão interna com três cilindros dispostos em uma única fileira.
É comum em motores com até 1000 cm³.

## Motores de quatro tempos
Os uso de motores de três cilindros em linha é frequente em automóveis com cilindrada, geralmente, inferior a um litro. Dentre os automóveis equipados com este tipo de motor podemos citar o Suzuki Swift e o Honda Insight.
Em motocicletas os motores de três cilindros são usados pela Triunph, BMW, Yamaha e Leverda. A Triumph Rocket III com motor de 2294 centímetros cúbicos, utiliza um motor de três cilindros em linha, montado longitudinalmente.

## Motores de dois tempos
Os motores de dois tempos de três cilindros são a opção escolhida pela Suzuki e pela Kawasaki para alguns modelos de motocicletas. Em automóveis, os motores de dois tempos e três cilindros foram usados pela DKW na maioria dos seus modelos a partir dos anos 50 e pela Saab no Saab 93 e no Saab 96.

## Motores a diesel
Os motores de três cilindros a diesel são usados principalmente em tratores pequenos. Em caminhões o emprego destes motores é pouco frequente. A Agrale fabricou nas décadas de 80 e 90 uma versão de três cilindros do modelo 1600-D, entretanto a versão de quatro cilindros também era oferecida. Em automóveis esteve presente no Alfa Romeo 33 TD no ano de 1984, com 1779 centímetros cúbicos.